# IEEE-488
IEEE-488 este un standard de comunicație digitală pe distanțe scurte ce se află în utilizare de peste 30 de ani (creat la sfârșitul anilor '60 și standardizat în 1975). Inițial creat pentru a fi utilizat cu echipamente de testare automată, standardul este încă folosit pe scară largă cu acest scop. Standardul este de asemenea cunoscut ca  HP-IB (Hewlett-Packard Instrument Bus) și GPIB (General Purpose Interface Bus).
IEEE-488 permite ca o singură magistrală paralelă de 8 biți să fie împărțită de până la 15 dispozitive în conexiune serie ("daisy chain"). Rata maximă de transfer este de aproximativ 1 MB/s în standardul original și în jur de 8 MB/s în versiunile anterioare.
Magistrala IEEE-488 are 16 linii de semnal — dintre care 8 bidirecționale, folosite pentru transferul de date, 3 pentru handshake și 5 pentru management-ul magistralei — plus 8 linii de împământare.

## Istoric
La sfârșitul anilor '60, Hewlett-Packard (HP) a dezvoltat HP-IB pentru a permite interconectarea între instrumente și controlere cum ar fi de exemplu computerele. Modelele inițiale de desktop-uri HP 9800 foloseau interfața HP-IB pentru conectarea perifericelor (imprimantă, plotter, hard-disk-uri etc.).
Magistrala era relativ ușor de implementat folosind tehnologia de atunci, utilizând o magistrală paralelă electrică simplă și câteva linii de control individuale; funcțiile interfeței puteau fi implementate în logica simplă TTL.
Alți producatori au copiat  HP-IB, denumind implementarea lor prorpie  General Purpose Interface Bus (GPIB).
În 1975 magistrala a fost standardizată de către IEEE (Institute of Electrical and Electronics Engineers) sub denumirea de: IEEE Standard Digital Interface for Programmable Instrumentation, IEEE-488-1975 (now 488.1). IEEE-488.1